# Moa Lignell
Moa Lisa Lignell, född 6 juni 1994 i Alingsås, är en svensk sångare och låtskrivare.

## Biografi
Moa Lignell är uppvuxen i Alingsås, där hon även var klasskamrat med artisten Jakob Karlberg. Hon deltog i Idol 2011 och slutade på en tredje plats. 18 januari 2012 släppte hon sin egenskrivna låt When I Held Ya till radio. Lignell har skrivit avtal med Universal Music och låten blev hennes debutsingel.
Debutsingeln följdes upp med singlarna Live Your Life i maj 2012 och Whatever They Do i augusti 2012. Debutalbumet Different Path släpptes 12 september 2012 under etiketten Sonet/Universal Music. Albumet innehåller låtar skrivna av Moa Lignell, varav två låtar är tonsatta tillsammans med John Engelbert från gruppen Johnossi och några i samarbete med albumets producent Tobias Fröberg, som även producerat åt Ane Brun och Tomas Andersson Wij.
Skivan spelades in i Fröbergs studio i Viklau på Gotland med ett band bestående av Tobias Fröberg, Peter Morén (från Peter Bjorn and John) på gitarr och bas samt Lars Skoglund (tidigare spelat med Lykke Li och Markus Krunegård) på trummor. Albumet gick direkt in på den svenska albumlistans andraplats.
År 2012 vann Moa Rockbjörnen för "Årets genombrott".
Efter Idol har Moa Lignell spelat på festivaler och galor samt turnerat med sin skiva Different Path. Den 15 april 2015 släppte Moa Lignell singeln "Where I Stand". Under sommaren 2015 har Moa spelat sina nya låtar på olika radiostationer runt om i landet. Den 19 augusti 2015 släppte hon sin singel "We're Still Young" och två andra låtar: "Dance, My Love" och "Through A Song". Den 23 oktober 2015 släppte Moa albumet "Ladies' Man".
Moa Lignell har under 2015 skrivit Där går mitt liv tillsammans med Melissa Horn, som finns med i Horns album Jag går nu.
År 2017 släppte Moa Lignell singeln "Tillbaka till livet" till förmån för CancerRehabFonden.
Moa Lignell har skrivit låten Vi har varit här förut som Sonja Aldén släppte som singel den 24 maj 2019.

## Diskografi

### Album
- 2012 – Different Path
- 2015 – Ladies' Man[8]
- 2020 – Oh Daughters

### Singlar
- 2012 – When I Held Ya
- 2012 – Live Your Life
- 2012 – Whatever They Do
- 2015 – Where I Stand
- 2015 – We're Still Young
- 2017 – Tillbaka till livet
- 2020 – Born To Be
- 2020 – If Someone

### Som låtskrivare
- 2015 – Där går mitt liv - Melissa Horn
- 2019 – Vi har varit här förut - Sonja Aldén